# Пустынский, Фридрих Израилевич
Фри́дрих Изра́илевич Пусты́нский (эст. Friedrich Pustõnski; 25 мая 1925 — 27 декабря 1996) — главный конструктор производственного объединения «Таллэкс», изобретатель, лауреат Государственной премии СССР за 1977 год.

## Биография
Ф. И. Пустынский родился 25 мая 1925 года в городе Сенно Сенненского района Витебской области Белорусской ССР. Отец — Израиль Пустынский (1885—1925), мать — Ревекка Пустынская (1890—1966). До эвакуации в 1941 году семья жила в деревне Сиротино и посёлке Шумилино. В 1942 году Ф. И. Пустынский был призван в армию. В 1948 году приехал в Таллин. Трое его старших братьев погибли или пропали без вести на фронтах войны.
В 1949 году Ф. И. Пустынский окончил Всесоюзный юридический заочный институт. В 1956 году окончил курсы при ВНИИ метрологии, получив квалификацию старшего госповерителя мер и измерительных приборов. В 1964 году заочно окончил механический факультет Таллинского политехнического института по специальности «Технология машиностроения, металлорежущие станки и инструменты».
В 1950—1961 годах работал в Эстонском управлении мер и измерительных приборов. В 1961 году поступил на Таллинский экскаваторный завод начальником отдела стандартизации. В задачи отдела, образованного в 1960 году, входила выработка нормативных документов на используемые в производстве унифицированные детали и на изготавливаемую заводом продукцию. Через отдел проходила вся конструкторская документация, которая проверялась на соответствие ГОСТам и ОСТам.
С 1969 до 1978 года Ф. И. Пустынский работал главным конструктором Таллинского экскаваторного завода (с 1975 года производственное объединение «Таллэкс»), занимая этот пост дольше других главных конструкторов предприятия. В эти годы конструкторским отделом завода была разработана модель ЭТЦ-202А — усовершенствованная версия экскаватора-дреноукладчика ЭТЦ-202, приспособленная для укладки пластмассовых дрен, а также создан, на основе предшествующих моделей, цепной траншейный экскаватор ЭТЦ-165, от которого унаследованы основные черты до сих пор выпускаемых в России навесных агрегатов для траншеекопателей. Также (совместно с ленинградским СКБ «Земмаш») на базе трактора Т-130МГ-1 было разработано семейство мощных цепных траншейных экскаваторов ЭТЦ-208 и унифицированный с ним экскаватор-дреноукладчик ЭТЦ-206.
В 1977 году Ф. И. Пустынскому совместно с генеральным директором предприятия Э. А. Инносом, главным инженером Э. Н. Шкневским и машинистом экскаватора  К. А. Меримаа была присвоена Государственная премия СССР в области техники за создание и освоение серийного производства высокопроизводительных экскаваторов-дреноукладчиков и широкое внедрение их в мелиоративное строительство на осушаемых землях СССР.
С конца 1970-х годов работал заместителем главного конструктора ПО «Таллэкс», затем до 1991 года — исполняющим обязанности начальника юридического отдела предприятия. В 1992 году работал ведущим инженером Союза машиностроительных предприятий Эстонии и затем до смерти в 1996 году юристом завода «Вольта». Он является соавтором более чем десяти патентов в области машиностроения.
Ф. И. Пустынский является автором и соавтором статей на профессиональную тематику, в которых рассказывается о работе предприятия, о выпускаемой им технике и о выполняемой ею задачах.
Ф. И. Пустынский занимал активную гражданскую позицию, на протяжении своей жизни он выступал в газетах со статьями, в которых давал анализ и высказывал свою оценку различных событий. Отличался пунктуальностью в работе, увлекался шахматами, выступал на шахматных соревнованиях за заводскую команду. Он был дважды женат, у него двое сыновей.
Ф. И. Пустынский умер от лейкоза 27 декабря 1996 года. Похоронен в Таллине на еврейском кладбище (Рахумяэ).

## Награды
Ф. И. Пустынский является лауреатом Государственной премии СССР за 1977 год, он награждался нагрудным знаком «За заслуги в стандартизации» (1967 год), Почётной Грамотой Президиума Верхновного совета ЭССР (1975) и др.